# Tierra de caimanes
Tierra de caimanes es una novela de Karen Russell publicada originalmente en inglés en 2011 bajo el título de Swamplandia!. La historia se centra en los Bigtree, una familia de domadores de caimanes residentes en un parque temático en los pantanos de Florida. 

## Argumento
La novela comienza con la tragedia de la familia Bigtree. El patriarca familiar, Sawtooth, ha sido confinado recientemente a un retiro de ancianos debido a su grado avanzado de demencia, mientras que su nuera, Hilola, ha fallecido de cáncer, dejando a su esposo al cuidado de tres hijos adolescentes. Hilola, que había sido una luchadora de caimanes profesional, era la atracción principal del parque de atracciones "Tierra de caimanes". Entre tanto, un nuevo parque de atracciones, mucho más moderno, "El mundo de la oscuridad", se instala en las inmediaciones. Los Bigtree restantes luchan para mejorar su situación. Rodeado de deudas crecientes, El Jefe, el marido de Hilola, idea un plan para mejorar "Tierra de caimanes", pero su hijo Kiwi se muestra escéptico y sugiere que la mejor opción es vender y abandonar el parque. Tanto Kiwi como su hermana fueron criados en el parque, estando distanciados de tierra firme. Fueron educados en el hogar y aprendieron numerosas leyendas familiares, materiales educativos enviados de una agencia estatal de Florida y leyendo libros de una biblioteca abandonada en un barco. Habiendo él mismo crecido en el parque, el Jefe se opone firmemente a abandonar la única herencia de su familia. 
La situación empeora cuando la hija mediana del Jefe, Osceola, comienza a obsesionarse con los fantasmas y el ocultismo, que ha aprendido de un viejo libro encontrado en la biblioteca. La joven comienza a celebrar sesiones de espiritismo con su hermana menor Ava y a comunicarse con espíritus por medio de una tabla ouija. Las jóvenes intentan comunicarse con su madre fallecida, con poco éxito. La soledad de Osceola y su imposibilidad de hablar con su madre la lleva a una sucesión de "novios" fantasmagóricos, desapareciendo en mitad de la noche y ocasionando que su hermana comience a creer que está poseída por espíritus. 
Kiwi continúa en conflicto con su padre, por lo que eventualmente abandona la isla en un intento de salvar Tierra de caimanes por sus propios medios. Encuentra un trabajo mal pago como conserje en "El mundo de la oscuridad", pero sus deseos de grandeza y lenguaje pomposo no le ayudan a mantener una buena relación con sus compañeros, quienes se burlan continuamente de él. Eventualmente, Kiwi establece amistad con un colega, Vijay, quien le enseña a comportarse de manera normal para un adolescente de su edad. Kiwi comienza a asistir a la escuela nocturna y es promovido a guardavidas gracias a sus habilidades de nado. Cuando salva de morir ahogada a una adolescente, se convierte en un héroe local y, en compensación, el parque lo envía a entrenarse como piloto de aeroplano para llevar a los turistas a las diferentes atracciones a lo largo de las islas. 
Ante la ausencia de turistas, el Jefe decide cerrar el parque para efectuar un viaje de negocios sin duración ni propósitos definidos. Un día, mientras limpiaban plantas melaleuca - una especie invasiva que amenaza la vegetación autóctona - Ava y Osceola descubren un antiguo bote de dragado. Osceola intenta comunicarse con la tripulación por medio de su tabla ouija, y eventualmente le comenta a Ava que, en la década de 1930, un joven llamado Louis Thanksgiving, tras huir de su familia, encontró trabajo en el Cuerpo Civil de Conservación para dragar los pantanos de la zona. Al terminar su contrato, encuentra trabajo en una compañía privada que ofrece los mismos servicios para los productores locales, pero una explosión en la embarcación termina con su vida así como con el resto de la tripulación. Osceola le confiesa a Ava que está enamorada del fantasma de Louis, y cuando una noche tanto Osceola como la nave desaparecen, Ava teme que su hermana haya huido con él. 
Sola en "Tierra de Caimanes", Ava se encuentra con El Hombre Pájaro, un hombre de edad indeterminada que se gana la vida ahuyentando pájaros molestos. Ava lo contrata para que la lleve en su bote a encontrar a su hermana. En un comienzo, la niña cree que el Hombre Pájaro tiene un poder mágico para llevarla al inframundo, e incluso le miente a un guardaparques con quien se encuentra en el camino, diciéndole que es su primo. A medida que se adentran en tierras sin explorar, Ava se convence de que el Hombre Pájaro no tiene poderes y que se está aprovechando de ella. Cuando se encuentran con un grupo de pescadores, Ava grita para llamar su atención pero el Hombre Pájaro la silencia. Más tarde, la viola. Ava consigue escapar, pero se encuentra perdida en los pantanos, sin comida ni agua y siendo perseguida por su abusador. 
Kiwi, entretanto, descubre que su padre ha estado trabajando secretamente en un casino, probablemente por muchos años. El muchacho continúa su entrenamiento como piloto y, en su primer vuelo, descubre a una mujer aparentemente perdida en los pantanos. Dicha mujer resulta ser Osceola utilizando el vestido de novia de su madre. La joven le explica que se había fugado con el fantasma de Louis, pero que él la había abandonado en el altar. Ava continúa siendo perseguida por el Hombre Pájaro, y para esconderse se adentra en la guarida de un caimán, el cual la ataca. Sin embargo, ella utiliza las habilidades aprendidas de su madre para escapar. A la distancia distingue a un grupo de guardaparques que la habían buscado luego de que los pescadores les alertaran sobre los gritos. 
Ava, Osceola y Kiwi se reúnen con su padre. Al hacer planes para el futuro, la familia se da cuenta de que tienen que abandonar "Tierra de Caimanes" y moverse a tierra firme, donde Ava y Osceola asistirán a la escuela secundaria.

## Personajes principales

### Ava Bigtree
Con trece años, Ava es la más pequeña de los niños Bigtree así como la narradora de gran parte de la novela. Ava es precoz pero, al menos al comienzo, crédula, creyendo que podrá encontrar a su hermana con la ayuda del Hombre Pájaro. Se siente fascinada por el entorno y provee la mayor parte de los comentarios ecológicos de la novela. 

### Osceola Bigtree
La hermana del medio de los niños Bigtree, Osceola posee una personalidad más amable y pasiva, y desarrolla una fascinación apasionada con los fantasmas después de que se encuentra con un libro espiritista en la biblioteca. Osceola es la única hermano sin un capítulo propio, a menos que se cuente el que narra la historia de su novio fantasmal, Louis. 

### Kiwi Bigtree
A los diecisiete años, Kiwi es el mayor de los hermanos Bigtree. Es estudioso y dotado académicamente, pero su educación aislada le ha dejado sin preparación para la vida en tierra firme. Utiliza grandes palabras, que no pronuncia con frecuencia, y, al menos al principio, le cuesta relacionarse con los otros adolescentes con los que se encuentra.

### El Jefe Bigtree
El Jefe es el padre de Ava, Osceola y Kiwi. Se lo conoce con el sobrenombre El Jefe incluso por sus hijos. Ha inventado un mundo tribal de su familia a pesar de que no tiene herencia indígena nativa, y es feroz e injustificadamente optimista sobre el futuro del parque de atracciones.

## Temas
La novela hace especial hincapié en el vacío que la muerte de Hilola deja en su familia y en la manera en que las adolescentes intentan superar esa pérdida, así como el fin de la inocencia